# Rhaebo atelopoides
Rhaebo atelopoides – gatunek południowoamerykańskiego płaza bezogonowego z rodziny ropuchowatych (Bufonidae). Endemit Kolumbii, krytycznie zagrożony wyginięciem.

## Systematyka
Gatunek ten opisali w 1981 roku John Douglas Lynch i Pedro Miguel Ruiz-Carranza, nadając mu nazwę Bufo atelopoides. W rodzaju Andinophryne umieścił go w 1985 roku Hoogmoed. W 2015 roku na podstawie badań genetycznych rodzaj Andinophryne został zsynonimizowany z Rhaebo.

## Występowanie
Rhaebo atelopoides jest endemitem Kolumbii, występuje jedynie w okolicach miejsca typowego w Parku Narodowym Munchique na zachodnich zboczach Kordyliery Zachodniej w departamencie Cauca, na południowym zachodzie kraju. Miejsce typowe znajduje się na wysokości 2190 m n.p.m.
Płaz ten zamieszkuje tropikalne wilgotne lasy górskie. Niewielką liczbę osobników schwytano obok drogi gruntowej przebiegającej przez park narodowy i na roślinności 40 cm nad ziemią.

## Status
W Czerwonej księdze gatunków zagrożonych IUCN płaz ten od 2019 roku klasyfikowany jest jako gatunek krytycznie zagrożony (CR, ang. Critically Endangered); wcześniej, od 2004 roku uznawano go za gatunek niedostatecznie rozpoznany (DD, ang. Data Deficient).
Gatunek opisano na podstawie dwóch zaledwie osobników złapanych w roku 1980 i przez wiele lat brak było kolejnych stwierdzeń. W 2017 roku odłowiono dwa kolejne osobniki i obserwowano około 10 innych.
Liczebność gatunku prawdopodobnie spada ze względu na kurczący się zasięg występowania i spadek jakości siedlisk.
Zagrożenie dla gatunku stanowią: wylesianie na terenie i wokół Parku Narodowego Munchique na potrzeby upraw rolnych, w tym nielegalnych, oraz zanieczyszczenia wody pochodzące z tychże upraw.